# Hunter (Halo)
Los Mgalekgolo (Ophis congregatio, del latín "unión de serpientes"), mejor conocidos como Hunters o Cazadores, son personajes de ficción en el universo del videojuego Halo. Consisten en una única gestación de pequeñas criaturas conocidas como Lekgolo, quienes son criatuas naranjas y con forma de gusano que se agrupan para aumentar exponencialmente su inteligencia, fuerza y maniobrabilidad. Luego de la Gran Cisma hubo una división entre las especies, afiliándose algunos con los Separatistas Covenant y los que quedaron con los Leales Covenant. Siempre van en pares de "hermanos vinculados".

## Descripción
Los Hunters suelen desplazárse en parejas, son adversarios temibles debido a su increíble cuerpo destructivo, tremenda fuerza física y gran resistencia a las heridas. Miden 4,20 metros de altura, aunque en estado de combate se contraen hasta aproximadamente 2,80 metros. Combaten con Cañones de Combustible integrados directamente en el blindaje, además de un enorme escudo metálico impenetrable, de una aleación desconocida, que a veces usan como arma en los combates cuerpo a cuerpo. Su armadura de un color azul metálico aunque en la entrega HALO 5 lanzada el año 2015 para la consola xbox one S se le cambia el color a un gris metálico. Parecen estar compuestos de varios organismos mantenidos en una unión simbionte por su armadura, creando una pesada criatura bípeda . Podría decirse que su punto débil sería las partes descubiertas por su armadura por qué si le disparas allí este pierde lekgolos. Provienen del planeta Te. Si uno muere el otro hunter se avalanzara sobre ti solo golpeándote. Solo son aliados en el nivel el gran viaje en halo 2 que tienes cuatro hunters en pareja también tienes ayudas de consejeros elites sin embargo si un hunter corre y te toca te matara debido a su peso lo más reconmedable es dejar que los hunter entren en combate cercano y el jugador utilice un arma de distancia para brindar apoyo sin riesgos.

## Características
Los Hunters nunca se asocian (o comunican) con las otras razas alienígenas, excepto por los Elites. Ellos son rechazados, despreciados y considerados minorías por las demás razas Covenant, y son completamente despectivos por su apariencia. Los Hunters fueron forzados a entrar al Covenant (en la Sumisión Hunter), por la superioridad de la tecnología aérea de los brutes, pero en tierra siempre eran victoriosos. Amenazados con la extinción de un bombardeo orbital, ellos se unieron al Covenant.
Los Lekgolos tienen tres nombres: nombre personal, nombre de unión y nombre de línea. El nombre personal se los dan cuando nacen. El nombre de línea representa patrimonio genético, que representa a sus ancestros. Si un Hunter llega a cierto nivel de estatus, su nombre personal se convierte en su nombre de línea. El nombre de unión, es tomado de la pareja de unión, poco se sabe acerca de las relaciones entre los Hunters, pero parece ser que una pareja tiene más vida que la otra. Los Hunters Unidos se consideran a sí mismos hermanos y son muy confiables el uno al otro, ejemplos de nombres incluyen a Igido Nosa Hurru y Ogada Nosa Fasu. Los Hunters nunca se encuentran solos, y son muy peligrosos cuando trabajan en parejas. En Halo 3: ODST se aprecia una nueva especie de Hunter los cuales poseen un aramadura dorada y disparan un solo misil de combustible en lugar del disparo continuo de energía. Se cree que son más fuertes que los hunters normales de color azul y al igual que ellos trabajan en parejas pero es más normal encontrarse algunos solos. Además su cañón de combustible es más fuerte que el que se apreciaba en Halo CE son más rápidos y disparan más certeramente.
También se puede mencionar que un hunter adulto puede medir hasta 11 metros, pero ellos sólo se encuentran en capitales covenant

## Biología Hunter
Los Hunters no son un organismo singular. El actual Hunter se compone de cientos de pequeños gusanos color naranja, que se unen el uno al otro para crear al cuerpo de un Hunter. Estos gusanos forman una "Mente Colmena", similar a la que utilizan los Flood. El hecho de estar compuestos por muchas entidades parece hacerlos inmunes a la infección por parte del Flood, pues se tendría que infectar a cada Lekgolo individualmente. Su armadura parece retener al organismo, si no se descompondría. Los Hunters tienen largas vértebras compuestas de esos gusanos, y están cubiertas de metal. Estas vértebras o espinas son muy filosas. Los Hunters han utilizado estas espinas cuando son rodeados por Marines.
Se ha descubierto que, pese a su fuerza bruta, los Hunters son débiles si se les extrae demasiados de sus gusanos. En un libro, un marine logró matar a un Hunter simplemente arrancándole varios de sus gusanos de un golpe, lo que nos dice que al unirse, los gusanos forman un organismo "completo" y débil, por lo que requieren de su armadura y fuerza para sobrevivir. En Halo 3, los núcleos de los Scarab tienen cientos de estos gusanos, pues aunque individualmente no poseen mucha inteligencia, en conjunto pueden resultar criaturas muy inteligentes.

## Debilidad
La única forma de matar a un Hunter es atacándolo por sus “partes débiles”, pero no son visibles cuando el Hunter se contrae, solo cuando esta desprevenido. Si un disparo de 12.7 mm de calibre o más atraviesa esa parte, automáticamente estará muerto.También puedes dispararle en sus partes Naranjas (Cabeza y Espalda) la mejor arma para matar a un hunter es la  pistola humana magnum, se puede matar de un solo disparo en su espalda, aunque esto solo pasa en halo combat evolved.
En caso de no tener una de estas armas puedes utilizar armas explosivas, o armas de disparo automático ya que dará más posibilidad en disparar en las "partes débiles"  y así matarlo poco a poco.
- Datos: Q5905284